# الکساندر اسمیشلیایف
الکساندر اسمیشلیایف (روسی: Александр Александрович Смышляев؛ زادهٔ ۱۶ مارس ۱۹۸۷) ورزشکار اهل روسیه است. او از اسکی‌بازان نمایشی در بازی‌های المپیک زمستانی ۲۰۰۶ تا ۲۰۱۴ و از برندگان مدال‌های بازی‌های المپیک زمستانی ۲۰۱۴ است.